# Équipe de la Barbade de football
Cet article traite de l'équipe masculine. Pour l'équipe féminine, voir Équipe de la Barbade féminine de football.
Maillots
L'équipe de Barbade de football est une sélection des meilleurs joueurs barbadiens sous l'égide de la Fédération de la Barbade de football.

## Histoire
La Barbade n'a jamais participé à une phase finale de Coupe du monde. Elle dispute ses premiers matchs de qualification au Mondial à l'occasion des éliminatoires de la Coupe du monde 1978 où elle croise la route de Trinité-et-Tobago, qu'elle bat à domicile 2-1 lors de la 1re manche, le 15 août 1976, avant de succomber 0-1 au match retour, seize jours plus tard. Ayant un score cumulé identique, les deux équipes sont contraintes de jouer un match de barrage, le 14 septembre 1976, rencontre que les Socca Warriors remportent 3-1.
Les Bajan Braves doivent attendre 16 ans pour prendre part à nouveau aux éliminatoires de la Coupe du monde. Lors des qualifications de la Coupe du monde 2002, ils se hissent jusqu'au 2e tour préliminaire, instance où ils frappent un grand coup en battant à domicile le Costa Rica (2-1), le 16 juillet 2000.
Opposés à Aruba, à l'occasion du 2e tour des qualifications pour la Coupe du monde 2018, les Barbadiens disposent facilement des Arubais, 2-0 à Oranjestad puis 1-0 à Bridgetown, avec un but de Hadan Holligan. Cependant Aruba dépose une réclamation auprès de la FIFA car ce dernier joueur avait cumulé deux cartons jaunes avant la rencontre et était inéligible. Le 29 juin 2015, la FIFA donne gain de cause à Aruba et la Barbade perd sur tapis vert (0-3) la deuxième rencontre. Aruba se qualifia donc pour le 3e tour préliminaire avec un score cumulé de 3-2 sur l'ensemble des deux matchs. Cette situation entraîne la démission du sélectionneur brésilien Marcos Falopa, qui met fin brusquement à son contrat d'un an avec la BFA.
La Barbade a organisé à trois reprises la phase finale de la Coupe caribéenne des nations en 1985 (2e place, meilleur résultat), 1989 (5e place) et 2005 (4e place). Par ailleurs, durant la Coupe caribéenne des nations 1994, la Barbade et l'équipe de Grenade vont disputer l'une des rencontres les plus invraisemblables de l'histoire du football en raison d'un règlement curieux. En effet durant le match, les Barbadiens seront amenés à défendre leur propre but et le but adverse alors qu'inversement les Grenadiens essaient de marquer tantôt dans le but adverse comme dans le leur.

## Résultats

### Parcours en Coupe du monde
| Année | Position     |      | Année         | Position |               | Année | Position |
| 1930  | Non inscrite | 1974 | Non inscrite  | 2010     | Non qualifiée |       |          |
| 1934  | Non inscrite | 1978 | Non inscrite  | 2014     | Non qualifiée |       |          |
| 1938  | Non inscrite | 1982 | Non qualifiée | 2018     | Non qualifiée |       |          |
| 1950  | Non inscrite | 1986 | Forfait       | 2022     | Non qualifiée |       |          |
| 1954  | Non inscrite | 1990 | Non inscrite  | 2026     | Non qualifiée |       |          |
| 1958  | Non inscrite | 1994 | Non inscrite  | 2030     | À venir       |       |          |
| 1962  | Non inscrite | 1998 | Non qualifiée | 2034     | À venir       |       |          |
| 1966  | Non inscrite | 2002 | Non qualifiée |          |               |       |          |
| 1970  | Non inscrite | 2006 | Non qualifiée |          |               |       |          |

### Parcours en Gold Cup
| Année | Position          |      | Année         | Position |               | Année | Position          |  | Année | Position |
| 1963  | Non inscrite      | 1989 | Non inscrite  | 2007     | Non qualifiée | 2025  | Tour préliminaire |  |       |          |
| 1965  | Non inscrite      | 1991 | Non inscrite  | 2009     | Non qualifiée |       |                   |  |       |          |
| 1967  | Non inscrite      | 1993 | Non qualifiée | 2011     | Non qualifiée |       |                   |  |       |          |
| 1969  | Non inscrite      | 1996 | Non qualifiée | 2013     | Non qualifiée |       |                   |  |       |          |
| 1971  | Non inscrite      | 1998 | Non qualifiée | 2015     | Non qualifiée |       |                   |  |       |          |
| 1973  | Non inscrite      | 2000 | Non qualifiée | 2017     | Non qualifiée |       |                   |  |       |          |
| 1977  | Tour préliminaire | 2002 | Non qualifiée | 2019     | Non qualifiée |       |                   |  |       |          |
| 1981  | Non inscrite      | 2003 | Non qualifiée | 2021     | Non qualifiée |       |                   |  |       |          |
| 1985  | Forfait           | 2005 | Non qualifiée | 2023     | Non qualifiée |       |                   |  |       |          |

### Parcours en Ligue des nations
| Édition   | Ligue | Phase de groupes | Phase de groupes | Phase de groupes | Phase de groupes | Phase de groupes | Phase de groupes | Phase de groupes | Phase finale | Phase finale | Phase finale | Phase finale | Phase finale | Phase finale | Phase finale | Phase finale |
| Édition   | Ligue | Class.           | M                | V                | N                | D                | BM               | BE               | Pays hôte    | Résultat     | M            | V            | N            | D            | BM           | BE           |
| --------- | ----- | ---------------- | ---------------- | ---------------- | ---------------- | ---------------- | ---------------- | ---------------- | ------------ | ------------ | ------------ | ------------ | ------------ | ------------ | ------------ | ------------ |
| 2019-2020 | C     | 1/4              | 6                | 4                | 0                | 2                | 14               | 4                | 2020         | Inéligible   | Inéligible   | Inéligible   | Inéligible   | Inéligible   | Inéligible   | Inéligible   |
| 2022-2023 | B     | 4/4              | 6                | 1                | 0                | 5                | 3                | 9                | 2023         | Inéligible   | Inéligible   | Inéligible   | Inéligible   | Inéligible   | Inéligible   | Inéligible   |
| 2023-2024 | B     | 4/4              | 6                | 0                | 0                | 6                | 7                | 26               | 2024         | Inéligible   | Inéligible   | Inéligible   | Inéligible   | Inéligible   | Inéligible   | Inéligible   |
| 2024-2025 | C     | 1/3              | 4                | 4                | 0                | 0                | 17               | 4                | 2025         | Inéligible   | Inéligible   | Inéligible   | Inéligible   | Inéligible   | Inéligible   | Inéligible   |
| 2026-2027 | B     | /4               | 0                | 0                | 0                | 0                | 0                | 0                | 2027         | Inéligible   | Inéligible   | Inéligible   | Inéligible   | Inéligible   | Inéligible   | Inéligible   |
| Total     | Total | Total            | 22               | 9                | 0                | 13               | 41               | 43               | Total        | Total        | 0            | 0            | 0            | 0            | 0            | 0            |

### Parcours en Coupe caribéenne
- 1978 : Non inscrit
- 1979 : Non inscrit
- 1981 : 2e tour préliminaire
- 1983 : 1er tour préliminaire
- 1985 : Deuxième
- 1988 : 1er tour préliminaire
- 1989 : Phase de groupe
- 1990 : 3e ex æquo[note 1]
- 1991 : Non inscrit
- 1992 : Tour préliminaire
- 1993 : Tour préliminaire
- 1994 : Phase de groupe
- 1995 : Tour préliminaire
- 1996 : Tour préliminaire
- 1997 : Tour préliminaire
- 1998 : Tour préliminaire
- 1999 : Tour préliminaire
- 2001 : Phase de groupe
- 2005 : 4e place
- 2007 : Phase de groupe
- 2008 : Phase de groupe
- 2010 : 1er tour préliminaire
- 2012 : 1er tour préliminaire
- 2014 : 2e tour préliminaire
- 2017 : 1er tour préliminaire

### Palmarès
- Coupe caribéenne des nations:
  - Finaliste en 1985.

### Classement FIFA
| Année              | 1993 | 1994 | 1995 | 1996 | 1997 | 1998 | 1999 | 2000 | 2001 | 2002 | 2003 | 2004 | 2005 | 2006 | 2007 | 2008 | 2009 | 2010 | 2011 | 2012 | 2013 | 2014 | 2015 | 2016 | 2017 | 2018 |
| ------------------ | ---- | ---- | ---- | ---- | ---- | ---- | ---- | ---- | ---- | ---- | ---- | ---- | ---- | ---- | ---- | ---- | ---- | ---- | ---- | ---- | ---- | ---- | ---- | ---- | ---- | ---- |
| Classement mondial | 114  | 107  | 103  | 110  | 113  | 121  | 113  | 104  | 107  | 99   | 124  | 121  | 115  | 98   | 128  | 122  | 129  | 131  | 165  | 143  | 166  | 144  | 145  | 155  | 155  | 162  |

## Personnalités historiques de l'équipe de la Barbade

### Principaux joueurs
| - Emmerson Boyce - Romelle Burgess - Gregory Goodridge - Jonathan Forte - Norman Forde - Neil Harvey - Paul Ifill | - Miles Jones - Mark McCammon - Jon Nurse - John Parris - Alvin Rouse - Llewellyn Riley - Rashida Jeffrey Williams |

### Liste des sélectionneurs
| - Kevin Millard (1992) - Keith Griffith (1994) - Edward Smith (1996) - Eyre Sealy (1998) - Horace Beckles (2000) - Sherlock Yarde (2001) | - Keith Griffith (2002) - Allison John (2003) - Kenville Layne (2003-2004) - Mark Doherty (2005) - Eyre Sealy (2007-2008) - Thomas Jordan (2008-2010) | - Colin Forde (2011-2014) - Marcos Falopa (2014-2015) - Collin Harewood (2015-2017) - Ahmed Mohamed (2017-) - Collin Harewood (2018) |